# Japón (canción de Mecano)
«Japón» es una canción del grupo español de música tecno-pop Mecano, integrante del repertorio del álbum "Ya viene el Sol" de 1984. Fue el primer sencillo que se extrae de este álbum para la promoción en la radio.

## Presentación del sencillo
"Japón" fue presentado en sociedad en el primer restaurante japonés de la Ciudad de México. Allí se regalaba a los asistentes un maxisencillo que además de contener el sencillo promocional para las emisoras de radio, incluía también una nueva canción, "La estación" y otra versión diferente de "Japón" rotulada entre paréntesis como disco mix dirigida especialmente para pistas de baile en donde dejan sentado bien claro el alcance de las nuevas tecnologías aplicadas en la música pop.

## Carta de presentación de "Japón"
1981 es el año de nacimiento de Mecano, el grupo que revolucionó los sistemas musicales españoles, un single más otro single y un tercero espacios convenientemente debieron llegar al primer LP de Mecano consiguiendo las mayores cifras de ventas en la historia de un grupo pop. Se tituló "Mecano" y en su interior el más importante avance de la música en España.

Claves de esta revolución musical:
• Su composición: una chica y dos chicos.
• Sonido Mecano: combinación de sintetizadores y baterías electrónicas con instrumentos acústicos.
• Letras sencillas: cotidianas con una interpretación carismática que ha creado escuela en el pop español.
• "¿Dónde está el país de las hadas?", su segundo LP consiguió cuádruple disco de oro en España siendo en el año 83 los líderes en ventas del pop español, además con este álbum Mecano inicia la conquista de nuevos mercados. Latinoamérica por primera vez empieza a interesarse por un sonido nuevo y avanzado de un grupo español e Inglaterra les abre sus puertas para su presentación en la BBC.
1983 fue el gran año para los componentes del grupo Mecano.
• Ana concentró sus actividades en el perfeccionamiento de sus cualidades artísticas y sus idiomas lo cual dará, sin lugar a dudas, una más fácil penetración del grupo en el mercado europeo.
• José diversifica su talento componiendo temas para grandes artistas y comienza a hacer producciones propias.
• Nacho se revela como un extraordinario compositor y productor con innumerables éxitos conocidos por todos.
Dos LP's que los han convertido en los máximos vendedores y dos años siendo el grupo más contratado para actuaciones en directo, nos pone en el punto de partida de este nuevo trabajo.
1984 se abre de par en par para Mecano, un Mecano artista, un Mecano compositor, un Mecano productor.
Es la primera vez que nos ponemos a escribir sobre nosotros mismos; pero en esta ocasión coincide con un trabajo totalmente realizado por Mecano.
Decidimos estar un tiempo investigando en el estudio nuevas formas de sonido. Los adelantos en técnicas digitales y las computadoras empiezan a hacer posible la utilización del sonido de una fábrica para crear ritmo o los ruidos que produce el agua para inventar melodías.
Conocimos en Londres a Hans Zimmer que tiene un Fairlight CMI (una computadora capaz de procesar sonidos reales y ordenarlos como tú quieras) con Hans y con otros grandes profesionales entre los cuales están Luis Fernández Soria, Javier de Juan, Manolo Águilar, Warren Cann (Ultravox) y Andy (Land Space) logramos reunir el equipo para la grabación de este nuevo disco.
"La estación".
Este es un tema que entronca con todo el material de Mecano que ya conocéis. Para nosotros es el último recuerdo de nuestro pasado más inmediato. "La estación" la encontrarás en la Cara B de nuestro sencillo.
Las películas de cine, los anuncios, la ropa son totalmente distintos a como empezamos. La estética que nos rodea está construida de hierro y computadoras. El mundo de las estaciones y los grandes almacenes se funde con el mundo de las computadoras que poco a poco van ganando terreno a todo lo demás. Los recuerdos de "La estación", fábricas, humos y railes dan paso a la época del silencio del computador.
"Japón"
Indudablemente la síntesis de todo lo que significa esta nueva época está reflejado de una manera casi perfecta en un país con la más brillante tecnología: Japón, de ahí nuestro homenaje.
Recorrimos las fábricas, obras, mercados donde fuimos recogiendo sonidos. Un ingeniero catalán nos preparó dos baterías digitales con estos sonidos grabados por nosotros. Sonidos reales e imagen es cada vez más importante, de ahí que nuestro proyecto discográfico se completase viajando a Japón, ahí rodamos nuestro video-clip, todas nuestras ideas musicales plasmadas en una cinta magnética cobraron vida en imágenes.
"Japón" es la Cara A de nuestro single.
Un año de trabajo habría costado el single y el próximo LP de Mecano. Para algunos será el nuevo disco de Mecano, para otros un trabajo más y para nosotros un paso adelante.

Ana, José, Nacho.
Carta firmada por Mecano presentando "Japón" incluida en el Maxisingle-PROMO del mismo nombre.

## Grabación
Fue una canción que marcó novedad dentro de lo que hasta ese momento se venía haciendo en el ambiente musical español, lo que le ha valido muy buenas críticas. El autor de la canción es Nacho Cano, quien ya desde la etapa de preproducción del álbum venía experimentando con su nueva adquisición, el CMI Fairlight IIx, una versión mejorada del que fue el primer sampler digital asequible del mercado.
Es un tema hecho en up-tempo y resulta una canción muy particular porque el ritmo está hecho usando sonidos reales de máquinas y martillos metálicos dando golpes de percusión, además de algunos sonidos de batería convencional, acústica y electrónica, lo cual le da a la canción toda una atmósfera sonora muy industrial, propia para lo que el autor quería lograr en ella según lo que va narrando la letra de la misma. Para ello, Nacho fue directamente a una fábrica y allí grabó todos esos sonidos, los cuales luego utilizó en la canción sampleándolos en el Fairlight en el estudio.
Aunado a esto, la canción también tiene un agregado de voces hablando en japonés, al igual que también se le agregó un coro de niños cantando una nana en ese mismo idioma.

## La canción
De lo que la canción trata es una breve descripción de lo que es la vida en Japón: La monotonía de ir todos los días al mismo trabajo-monótono, pero... En la canción, la Letra está cargada de cierto sentido optimista frente a esto. También se nos hace ver a este país como una potencia tecnológica e industrial, lleno de fábricas y máquinas de todo tipo, parte de la letra de la canción refleja esto: "Las palancas y los humos / los motores mueven el Mundo...". Igualmente nos narra ese típico carácter de los japoneses de vivir con el horario "apretado" y el andar siempre justo al filo de lo que marca el reloj, el ir apurados todo el tiempo tratando de ser lo más puntuales. La letra resulta divertida y lo concerniente a la parte instrumental es excelente; no en vano, en la gira de Mecano de 1984 y 1985 perteneciente a la presentación del disco Ya viene el sol, interpretaban una introducción instrumental basada en el tema. En el año 2005 fue versionada por el grupo español "Chico y chica" para el disco homenaje a Mecano, En tu fiesta me colé.
El caso de los sonidos de las máquinas de haberse utilizado en la canción, hay otra también similar que lo utilizó el grupo chileno Los Prisioneros, en el tema Muevan las industrias de 1986.

## La portada
El diseño gráfico del disco sencillo de vinilo, tiene la apariencia de una hoja de papiro o pergamino sobre el cual se pueden apreciar columnas en vertical de ideogramas japoneses (ideogramas verdaderos, no meramente decorativos) los cuales son la traducción al japonés de la letra de la primera estrofa de la canción, a saber: "Te levantas y al tranvía / tú vas mirando la vía (un... dos... un... dos...) / sigue el ritmo de la vida. / Las palancas y los humos / los motores mueven el mundo (un... dos... un... dos...) sigue el ritmo de la vida." (sic)

## Sencillo de vinilo (7")
Fotoportada con color de fondo en un diseño muy similar a un pergamino, incluye ideogramas japoneses o kanjis, que traducen la primera estrofa de la letra de la canción... En la parte central, recuadro-fotográfico de Los Mecano junto a japoneses, trabajando en una fábrica. Del lado derecho (en la parte superior) la palabra "Mecano", colocada en sentido vertical de arriba hacia abajo y junto a ella, su respectiva transliteración al idioma japonés en los tres katakanas (símbolos que, al contrario que los ideogramas o kanjis, solo representan sílabas sueltas) que representan el sonido de esta palabra (メカノ) dispuesto también en vertical del mismo modo... Y en la parte inferior derecha, la palabra "Japón"—en vertical de arriba hacia abajo—junto con su respectiva representación en ideogramas (日本) todo esto acompañado del sello o escudo imperial de este país (el símbolo de un sol naciente, pero con la forma de una flor estilizada).

### Lado A
- «Japón» (4:06) (I. Cano)

### Lado B
- «La estación» (4:15) (I. Cano) .

## Sencillo-PROMO (7")
Incluye una sola canción.

### Lado único
- «Japón» (4:06) (I. Cano) .

## Maxisencillo de vinilo (12")
Titulado en la portada «Japón (disco-mix)». La fotoportada idéntica a la portada del disco-sencillo de vinilo. Incluye tres temas musicales.

### Lado A
- «Let's Dance Japon» (disco-mix) (4:54) (I. Cano) .

### Lado B
- 1. «Japón» (versión álbum) (4:06) (I. Cano) .
- 2. «La estación» (4:15) (I. Cano) .

NOTA: Créditos según reza en el pequeño recuadro de la contraportada del maxi-single:

Grabado en los estudios: NOVA y SNAKE RANCH (Londres) y AUDIOFILM (Madrid).
"Let's dance Japon" y "La estación" mezclado por: Hans Zimmer y Austin Ince en RED BUS (Londres).
"Japón" mezclado por: Luis Fernández Soria en AUDIOFILM (Madrid).
Voz: Ana.
Guitarras y voces: José.
Teclados y voces: Nacho.
Batería: Javier De Juan.
Bajo: Manuel Aguilar.
Programación del Fairlight CMI: Hans Zimmer.
Coros: Brian.
Coros Japoneses:
Noguchi Mitsuko.
Watanake Aya.
Sano Mayumi.
Coro Fábrica: Kazunobu Yamaguchi.
Corte de acetato: TIM YUNG (CBS Londres).
Gracias especiales a Hans Zimmer por su colaboración.
Diseño Gráfico: STVDIO GATTI.
Arreglos y Producción: Mecano.